# Asterix és Kleopátra
Az Asterix és Kleopátra (eredeti cím: Astérix et Cléopâtre) 1968-ban bemutatott francia–belga rajzfilm, amely az Asterix-sorozat második része. Az animációs játékfilm írója és rendezője René Goscinny és Albert Uderzo, producere Raymond Leblanc, zeneszerzője Gérard Calvi. A mozifilm a Dargaud Films és a Belvision gyártásában készült, Ciné Vog Films forgalmazta. Műfaja kalandos filmvígjáték.
Franciaországban 1968. december 19-én, Magyarországon az 1987. augusztus 6-án mutatták be a mozikban, új magyar változattal 1997 februárjában adták ki VHS-n. A MOKÉP által készített magyar szinkronnal 1992-ben VHS-en is kiadták.

## Szereplők
| Szereplő                        | Eredeti hang      | Magyar hang                                      | Magyar hang                          |
| Szereplő                        | Eredeti hang      | 1. magyar szinkron (MOKÉP, 1987)                 | 2. magyar szinkron (Premier, 1996)   |
| ------------------------------- | ----------------- | ------------------------------------------------ | ------------------------------------ |
| Asterix                         | Roger Carel       | Szombathy Gyula                                  | Csuha Lajos                          |
| Kém                             | Roger Carel       | Usztics Mátyás                                   | Vizy György                          |
| Obelix                          | Jacques Morel     | Benkóczy Zoltán                                  | Ujlaki Dénes                         |
| Kleopátra                       | Micheline Dax     | Hűvösvölgyi Ildikó Kertesi Ingrid (ének)         | Huszárik Kata                        |
| Iulius Caesar                   | Jean Parédes      | Gruber Hugó                                      | Áron László                          |
| Panoramix                       | Lucien Raimbourg  | Harkányi Endre                                   | Dobránszky Zoltán                    |
| Numerobis                       | Pierre Tornade    | Székhelyi József                                 | Rosta Sándor                         |
| Abraracourcix                   | Pierre Tornade    | Vajda László                                     | Végh Ferenc                          |
| Amonbofis                       | Bernard Lavalette | Koós János                                       | Varga Tamás                          |
| Mesélő                          | Bernard Lavalette | Végvári Tamás                                    | Dimulász Miklós                      |
| Tournevis                       | Jacques Balutin   | Szacsvay László                                  | Teizi Gyula                          |
| Kalózkapitány                   | Pierre Trabaud    | Ujlaki Dénes                                     | Kárpáti Tibor                        |
| Tumeheris hajóskapitány         | Pierre Trabaud    | Balázsi Gyula                                    | F. Nagy Zoltán                       |
| Centurio                        | Pierre Trabaud    | Hollósi Frigyes                                  | Vizy György                          |
| Bevezető egyiptomi fickó        | René Goscinny     | Szerednyey Béla                                  | Vizy György                          |
| Kalóz őrszem                    | N/A               | Kiss László                                      | Vizy György                          |
| Előkóstoló                      | N/A               | Soós László                                      | Vizy György                          |
| Kőkereskedő                     | N/A               | Soós László                                      | Kárpáti Tibor                        |
| Dromedár Obelix álmában         | N/A               | Koroknay Géza                                    | Végh Ferenc                          |
| Kleopátra fekete rabszolgája    | N/A               | Varga T. József                                  | Végh Ferenc                          |
| Őrségparancsnok                 | N/A               | Surányi Imre                                     | Végh Ferenc                          |
| Egyiptomi zsoldos #2            | N/A               | Farkas Antal                                     | Végh Ferenc                          |
| Papagáj                         | N/A               | Turgonyi Pál                                     | Rudas István                         |
| Kleopátra rabszolgája           | N/A               | Hankó Attila                                     | Rudas István                         |
| Egyiptomi zsoldos #1            | N/A               | Huszár László                                    | Rudas István                         |
| Római katona pajzzsal           | N/A               | Harsányi Gábor                                   | Rudas István                         |
| Assurancetourix                 | Jacques Jouanneau | Rátóti Zoltán                                    | Rudas István                         |
| Panoramixet őrző római katona   | N/A               | Rátóti Zoltán                                    | Vizy György                          |
| Római katona                    | N/A               | Rátóti Zoltán                                    | F. Nagy Zoltán                       |
| Egyiptomi zsoldos #3            | N/A               | Bata János                                       | F. Nagy Zoltán                       |
| Egyiptomi őrszem                | N/A               | Lippai László                                    | Megyeri János                        |
| Numerobis szolgája              | N/A               | Dunai Tamás                                      | Megyeri János                        |
| Pórul járt börtönőr             | N/A               | Kránitz Lajos                                    | Megyeri János                        |
| Kleopátra rabszolgái a fürdőnél | N/A               | Varga T. József Maróti Gábor Juhász Tóth Frigyes | Végh Ferenc Vizy György Rudas István |
| Építőmunkások                   | N/A               | Dunai Tamás Rátóti Zoltán                        | Rudas István Vizy György             |
| Éneklő camembert Obelix álmában | N/A               | Józsa Imre (ének)                                | saját énekhangján                    |

## Betétdalok
| Az 1. magyar szinkron dalai | Az 1. magyar szinkron dalai                                              | Az 1. magyar szinkron dalai | Az 1. magyar szinkron dalai               |
| Magyar                      | Magyar                                                                   | Francia                     | Francia                                   |
| Dal                         | Előadó                                                                   | Dal                         | Előadó                                    |
| --------------------------- | ------------------------------------------------------------------------ | --------------------------- | ----------------------------------------- |
| Kleopátra                   | Kertesi Ingrid Kováts Kriszta                                            | Cléopâtre                   | N/A                                       |
| Ha jó az étvágy nincs baj   | Benkóczy Zoltán Szombathy Gyula Kertesi Ingrid Kováts Kriszta Józsa Imre | Quand l'Appétit va, Tout va | Jacques Morel Roger Carel Micheline Dax ? |
| Pudingtorta arzénöntettel   | Koós János Szacsvay László                                               | Le Gâteau Empoisonné        | Bernard Lavalette Jacques Balutin         |

## Televíziós megjelenések
- Duna TV (1. magyar szinkron), Msat, Minimax, M1, Film+ 2, Cool
- M2
- Film+, RTL Klub